# 建华皮货服装公司

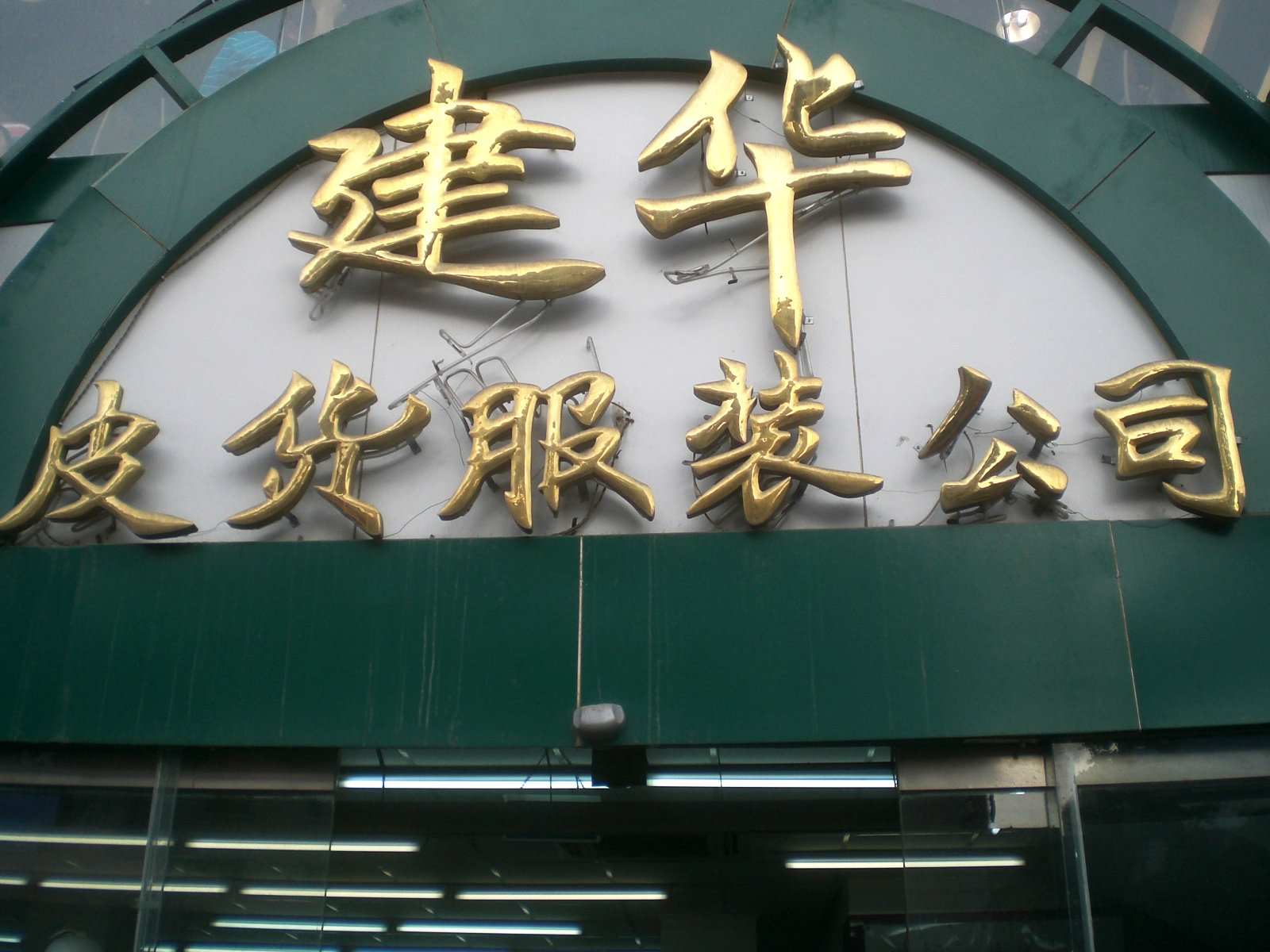
建华皮货服装公司

建华皮货服装公司是位于中国北京市东城区王府井大街192号的一家以经营皮货为主的服装公司。

## 简介

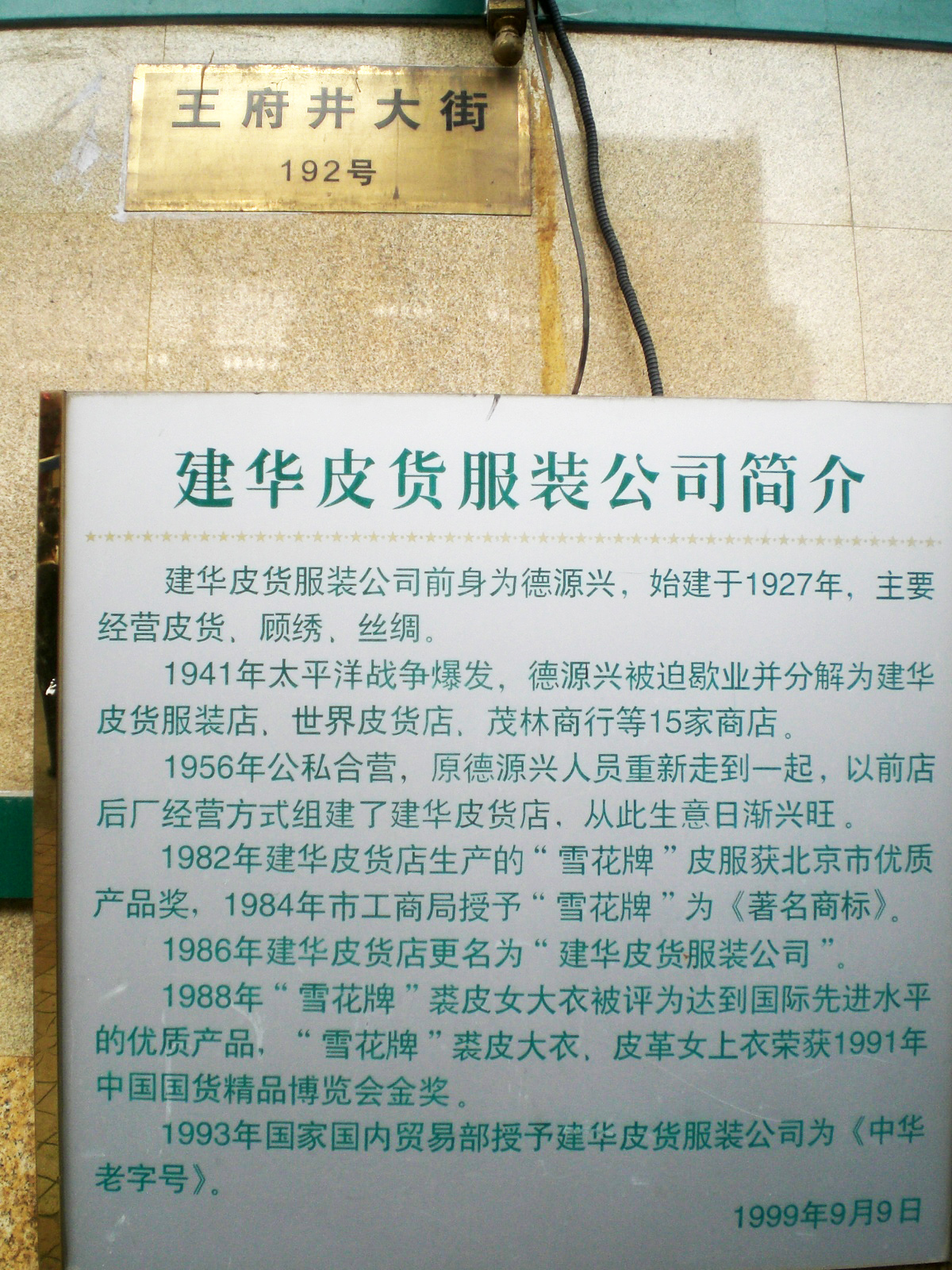
建华皮货服装公司门口悬挂的公司简介

建华皮货服装公司的前身为“德源兴”，成立于1927年，主要经营皮货、丝绸、顾绣。1941年，太平洋战争爆发，德源兴被迫歇业，分解为建华皮货服装店、世界皮货店、茂林商行等15家商店。1956年公私合营，原德源兴的员工重聚，共同组成了建华皮货店，采取前店后厂的经营模式。

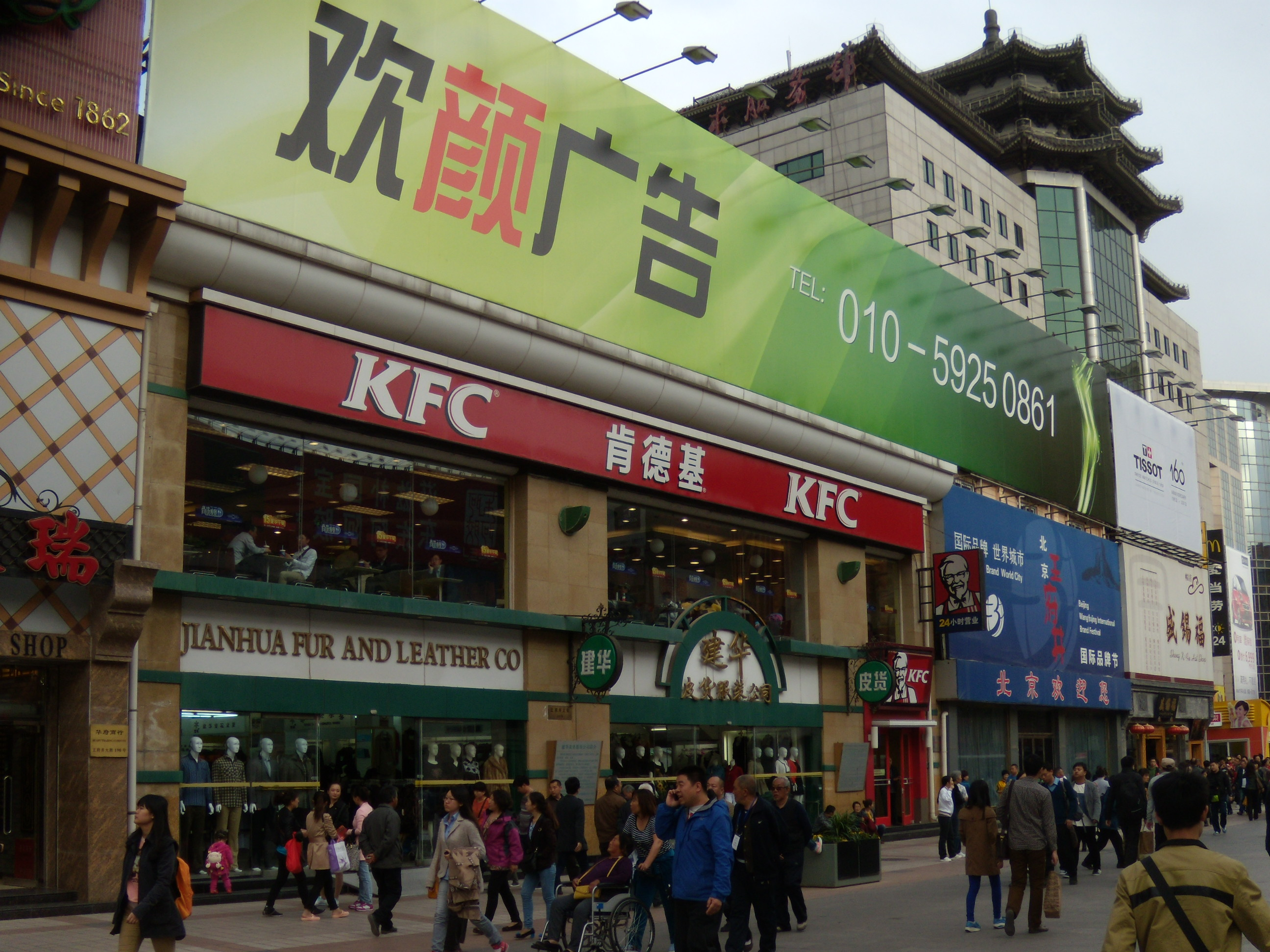
建华皮货服装公司

1982年，建华皮货店生产的“雪花”牌皮服获北京市优质产品奖。1984年，北京市工商局将“雪花”牌定为“著名商标”。1986年，建华皮货店更名为建华皮货服装公司。1988年，“雪花”牌裘皮女大衣获评为达到国际先进水平的优质产品。“雪花”牌裘皮大衣、皮革女上衣获得了1991年中国国货精品博览会金奖。1993年，建华皮货服装公司获中华人民共和国国内贸易部授予“中华老字号”称号。
中华人民共和国成立后，许多党和国家领导人及国际知名人士都曾在建华定制及选购商品，美籍华人靳羽西还曾经专为建华制作过专题片。
1999年，王府井大街改造完成，建华皮货服装公司也通过翻建改造，扩大了营业面积。该公司在经营“雪花”牌皮衣之外，又先后引进了“冬品梅”、“高尔派”、“湫斯迪”、“领汇”、“雪迪奥”等品牌的皮装进店销售。
2002年，建华皮货服装公司整体改制，改制后的销售额稳步上升，自2003年至2008年底，年销售额自1700万元升至3044万元。